# Michael Jackson: The Experience
Michael Jackson: The Experience — мультиплатформенная видеоигра, разработанная Ubisoft и изданная Ubisoft и Triumph International в 2010—2012 годах. Основывается на песнях и музыкальных композициях американского певца и композитора Майкла Джексона.

## Обзор игры
Игровой процесс заключается примерно в следующем. Игрок управляет движениями одного из персонажей, имитирующими ритмические движения во время танца. Каждый танец сопровождается музыкальной композицией (например, Bad или Another Part of Me).
Игровой интерфейс состоит из собственно игрового экрана, на котором изображены персонажи, и игровой статистики. Шкалы, находящиеся по краям экрана, демонстрируют текущий уровень «мастерства» исполнения танцев для каждого игрока.
Версии для консолей Playstation 3 и Nintendo Wii идентичны, однако первая работает в 1080p. Кроме того, в PS3 версии можно не только танцевать, но и петь, используя микрофоны Singstar. Версия игры для Nintendo Wii содержит 26 треков в обычной версии, и 27 в специальном издании. В PS3 версии 31 песня.
PSP и DS версии выглядят иначе. Геймплей воссоздан при помощи компьютерной графики, а не танцоров. Суть этих версий проста, нужно попадать в ритм.
PS Vita, 3DS и iPad версии схожи с предыдущими версиями данной игры для портативных консолей, но имеют улучшенную графику и дополненный трек-лист. Однако в версию для iPad не попало несколько песен.
Версия для Xbox 360 заметно отличается от PS3 и Wii версий.
Вместо Майкла Джексона на экране, мы видим свой силуэт. Хореография в версии для Xbox 360 подверглась огромным изменениям.

## Оценки
| Сводный рейтинг    | Сводный рейтинг                                                                                     |
| Агрегатор          | Оценка                                                                                              |
| ------------------ | --------------------------------------------------------------------------------------------------- |
| GameRankings       | (X360) 65,33 % (NDS) 64,25 % (PS3) 62,88 % (3DS) 62,00 % (Wii) 59,92 % (Vita) 60,17 % (PSP) 42,50 % |
| Metacritic         | (PS3) 66/100 (NDS) 64/100 (X360) 63/100 (3DS) 59/100 (Vita) 57/100 (Wii) 56/100                     |
| Иноязычные издания | |
| Издание            | Оценка                                                                                              |
| Destructoid        | 6/10                                                                                                |
| Eurogamer          | 8/10                                                                                                |
| GameSpot           | 6,5/10                                                                                              |
| GameTrailers       | 5,1                                                                                                 |
| IGN                | 6,5/10                                                                                              |
| ONM                | 59 %                                                                                                |
| Play (UK)          | 2,6                                                                                                 |
| The Guardian       | 3/5                                                                                                 |
| Daily Mail         | 3/5                                                                                                 |
| Daily Star         | 75 %                                                                                                |
| OPMUK              | 6/10                                                                                                |
| VG                 | 7/10                                                                                                |
| PSM3               | 85                                                                                                  |

Игра получила отрицательный отзыв от IGN, которые поставили ей всего 3.5 балла. Критике подверглось не очень отзывчивое управление, а также отсутствие контента. Из преимуществ были отмечены лишь композиции и геймплей.